# UEFA-Pokal 1996/97
Der UEFA-Pokal 1996/97 war die 26. Auflage des Wettbewerbs und wurde vom FC Schalke 04 gewonnen. Schalke 04 ist damit nach dem FC Bayern im Vorjahr, Bayer 04 Leverkusen (1988), Eintracht Frankfurt (1980) sowie Borussia Mönchengladbach (1975, 1979) der fünfte deutsche Verein, der den UEFA-Pokal gewinnen konnte.
Weitere deutsche Teilnehmer waren Titelverteidiger FC Bayern München (Ausscheiden in der 1. Runde), Borussia Mönchengladbach (2. Runde), der Hamburger SV sowie der Karlsruher SC (beide 3. Runde).

## Modus
Ab dieser Saison qualifizierten sich drei Klubs über den UEFA Intertoto Cup für die 1. Runde des UEFA-Pokals. Nach Vorrunde und Qualifikation wurde in sechs Runden in Hin- und Rückspielen gespielt. Bei Torgleichstand entschied zunächst die Anzahl der auswärts erzielten Tore, danach eine Verlängerung, wurde in dieser nach zweimal 15 Minuten keine Entscheidung erreicht, folgte ein Elfmeterschießen, bis der Sieger ermittelt war.
Zum letzten Mal in seiner Geschichte fanden zwei UEFA-Pokal-Endspiele (Hin- und Rückspiel) statt.

## Vorrunde
|                       | Gesamt    |                       | Hinspiel | Rückspiel |
| --------------------- | --------- | --------------------- | -------- | --------- |
| Dinamo Tiflis         | 6:2       | CS Grevenmacher       | 4:0      | 2:2       |
| Maccabi Haifa         | 1:4       | FK Partizan Belgrad   | 0:1      | 1:3       |
| ND Gorica             | 1:3       | Vardar Skopje         | 0:1      | 1:2       |
| Croatia Zagreb        | 10:20     | SK Tirana             | 4:0      | 6:2       |
| Beitar Jerusalem      | 8:2       | FC Floriana           | 3:1      | 5:1       |
| FC Pjunik Jerewan     | 5:6       | HJK Helsinki          | 3:1      | 2:5 n. V. |
| B71 Sandur            | 3:9       | APOEL Nikosia         | 1:5      | 2:4       |
| Neftçi Baku           | 2:7       | Lokomotive Sofia      | 2:1      | 0:6       |
| Zimbru Chișinău       | 1:6       | Hajduk Split          | 0:4      | 1:2       |
| Jeunesse Esch         | 2:7       | Legia Warschau        | 2:4      | 0:3       |
| FC Lantana Tallinn    | 2:1       | ÍBV Vestmannaeyja     | 2:1      | 0:0       |
| FK Bečej              | 0:2       | NŠ Mura               | 0:0      | 0:2       |
| Žalgiris Vilnius      | 3:2       | Crusaders FC          | 2:0      | 1:2       |
| Newtown AFC           | 1:7       | Skonto Riga           | 1:4      | 0:3       |
| Dinamo-93 Minsk       | 4:2       | Tiligul Tiraspol      | 3:1      | 1:1       |
| Hutnik Krakau         | 11:20     | FK Khazri Buzovna     | 9:0      | 2:2       |
| FC Portadown          | 1:5       | Vojvodina Novi Sad    | 0:1      | 1:4       |
| FC Jazz Pori          | 4:1       | GÍ Gøta               | 3:1      | 1:0       |
| ÍA Akranes            | 2:1       | Sileks Kratovo        | 2:0      | 0:1       |
| Bohemians Dublin      | (a)1:1(a) | FK Dinamo Minsk       | 1:1      | 0:0       |
| Haka Valkeakoski      | 3:2       | FC Flora Tallinn      | 2:2      | 1:0       |
| KS Teuta Durrës       | 2:6       | 1. FC Košice          | 1:4      | 1:2       |
| Anorthosis Famagusta  | 6:2       | FC Schirak Gjumri     | 4:0      | 2:2       |
| Sliema Wanderers      | 4:3       | FC Margveti Sestaponi | 1:3      | 3:0       |
| Slawia Sofia          | 5:4       | FK Inkaras Kaunas     | 4:3      | 1:1       |
| Barry Town United     | 2:1       | FC Dinaburg           | 0:0      | 2:1       |
| St Patrick’s Athletic | 3:5       | ŠK Slovan Bratislava  | 3:4      | 0:1       |

## Qualifikation
|                      | Gesamt          |                          | Hinspiel | Rückspiel |
| -------------------- | --------------- | ------------------------ | -------- | --------- |
| 1. FC Košice         | 0:1             | Celtic Glasgow           | 0:0      | 0:1       |
| Legia Warschau       | 4:1             | Haka Valkeakoski         | 3:0      | 1:1       |
| Rapid Bukarest       | 2:0             | Lokomotive Sofia         | 1:0      | 1:0       |
| Sliema Wanderers     | 1:9             | Odense BK                | 0:2      | 1:7       |
| Iraklis Thessaloniki | 1:3             | APOEL Nikosia            | 0:1      | 1:2       |
| Croatia Zagreb       | (a)3:3(a)       | Spartak Moskau           | 3:1      | 0:2       |
| FK Partizan Belgrad  | 0:1             | FC Național Bukarest     | 0:0      | 0:1       |
| Dinamo Tiflis        | 2:1             | Molde FK                 | 2:1      | 0:0       |
| Lyngby BK            | 2:0             | NŠ Mura                  | 0:0      | 2:0       |
| Halmstads BK         | 1:0             | Vardar Skopje            | 0:0      | 1:0       |
| Dynamo Moskau        | 4:2             | FC Jazz Pori             | 1:1      | 3:1       |
| FK Žalgiris Vilnius  | 4:5             | FC Aberdeen              | 1:4      | 3:1       |
| Budapesti VSC        | 4:4 (2:4 i. E.) | Barry Town United        | 3:1      | 1:3 n. V. |
| Helsingborgs IF      | 4:1             | Dinamo-93 Minsk          | 1:1      | 3:0       |
| Hajduk Split         | 1:2             | Torpedo-Luschniki Moskau | 1:0      | 0:2       |
| FC Aarau             | 4:2             | FC Lantana Tallinn       | 4:0      | 0:2       |
| FK Dinamo Minsk      | 2:3             | Beşiktaş Istanbul        | 2:1      | 0:2       |
| HJK Helsinki         | 2:4             | Tschornomorez Odessa     | 2:2      | 0:2       |
| Grazer AK            | 7:1             | Vojvodina Novi Sad       | 2:0      | 5:1       |
| Anorthosis Famagusta | 1:6             | Neuchâtel Xamax          | 1:2      | 0:4       |
| SK Sigma Olmütz      | 2:3             | Hutnik Krakau            | 1:0      | 1:3       |
| ÍA Akranes           | 1:6             | ZSKA Moskau              | 0:2      | 1:4       |
| Slawia Sofia         | 2:5             | FC Tirol Innsbruck       | 1:1      | 1:4       |
| ŠK Slovan Bratislava | 3:5             | Trabzonspor              | 2:1      | 1:4       |
| Skonto Riga          | 1:4             | Malmö FF                 | 0:3      | 1:1       |
| Beitar Jerusalem     | 2:7             | FK Bodø/Glimt            | 1:5      | 1:2       |

## 1. Runde
Über den UEFA Intertoto Cup 1996 qualifizierten sich der Karlsruher SC, EA Guingamp aus Frankreich und Silkeborg IF aus Dänemark.
|                          | Gesamt    |                          | Hinspiel | Rückspiel |
| ------------------------ | --------- | ------------------------ | -------- | --------- |
| Brøndby IF               | 7:0       | FC Aarau                 | 5:0      | 2:0       |
| ZSKA Moskau              | 1:2       | Feyenoord Rotterdam      | 0:1      | 1:1       |
| APOEL Nikosia            | 2:3       | Espanyol Barcelona       | 2:2      | 0:1       |
| EA Guingamp              | 1:4       | Inter Mailand            | 0:3      | 1:1       |
| Odense BK                | (a)4:4(a) | Boavista Porto           | 2:3      | 2:1       |
| Ferencváros Budapest     | 5:3       | Olympiakos Piräus        | 3:1      | 2:2       |
| Newcastle United         | 5:2       | Halmstads BK             | 4:0      | 1:2       |
| FC Aberdeen              | 5:2       | Barry Town United        | 3:1      | 3:3       |
| AS Rom                   | 6:1       | Dynamo Moskau            | 3:0      | 3:1       |
| Celtic Glasgow           | 0:4       | Hamburger SV             | 0:2      | 0:2       |
| Tschornomorez Odessa     | 0:2       | FC Național Bukarest     | 0:0      | 0:2       |
| Torpedo-Luschniki Moskau | 1:2       | Dinamo Tiflis            | 0:1      | 1:1       |
| FK Bodø/Glimt            | 2:5       | Trabzonspor              | 1:2      | 1:3       |
| FC Brügge                | 3:1       | Lyngby BK                | 1:1      | 2:0       |
| Malmö FF                 | 2:5       | Slavia Prag              | 1:2      | 1:3       |
| Germinal Ekeren          | (a)3:3(a) | Grazer AK                | 3:1      | 0:2       |
| HSC Montpellier          | 1:2       | Sporting Lissabon        | 1:1      | 0:1       |
| FC Valencia              | 3:1       | FC Bayern München        | 3:0      | 0:1       |
| Dynamo Kiew              | 1:2       | Neuchâtel Xamax          | 0:0      | 1:2       |
| RWD Molenbeek            | 0:3       | Beşiktaş Istanbul        | 0:0      | 0:3       |
| Alanija Wladikawkas      | 2:5       | RSC Anderlecht           | 2:1      | 0:4       |
| FC Schalke 04            | 5:2       | Roda JC Kerkrade         | 3:0      | 2:2       |
| FC Tirol Innsbruck       | 0:1       | FC Metz                  | 0:0      | 0:1       |
| AC Parma                 | 2:3       | Vitória Guimarães        | 2:1      | 0:2       |
| Aston Villa              | (a)1:1(a) | Helsingborgs IF          | 1:1      | 0:0       |
| RC Lens                  | 1:2       | Lazio Rom                | 0:1      | 1:1       |
| FC Arsenal               | 4:6       | Borussia Mönchengladbach | 2:3      | 2:3       |
| CD Teneriffa             | 4:3       | Maccabi Tel Aviv         | 3:2      | 1:1       |
| Panathinaikos Athen      | (a)4:4(a) | Legia Warschau           | 4:2      | 0:2       |
| Rapid Bukarest           | 2:4       | Karlsruher SC            | 1:0      | 1:4       |
| Hutnik Krakau            | 1:4       | AS Monaco                | 0:1      | 1:3       |
| Spartak Moskau           | 5:3       | Silkeborg IF             | 3:2      | 2:1       |

## 2. Runde
|                          | Gesamt          |                      | Hinspiel | Rückspiel |
| ------------------------ | --------------- | -------------------- | -------- | --------- |
| Vitória Guimarães        | (a)1:1(a)       | RSC Anderlecht       | 1:1      | 0:0       |
| Karlsruher SC            | 4:2             | AS Rom               | 3:0      | 1:2       |
| Helsingborgs IF          | 3:1             | Neuchâtel Xamax      | 2:0      | 1:1       |
| Espanyol Barcelona       | 1:3             | Feyenoord Rotterdam  | 0:3      | 1:0       |
| FC Brügge                | 3:1             | FC Național Bukarest | 2:0      | 1:1       |
| Borussia Mönchengladbach | 3:4             | AS Monaco            | 2:4      | 1:0       |
| Inter Mailand            | 1:1 (5:3 i. E.) | Grazer AK            | 1:0      | 0:1 n. V. |
| FC Aberdeen              | 0:2             | Brøndby IF           | 0:2      | 0:0       |
| FC Metz                  | 3:2             | Sporting Lissabon    | 2:0      | 1:2       |
| Ferencváros Budapest     | 3:6             | Newcastle United     | 3:2      | 0:4       |
| FC Schalke 04            | 4:3             | Trabzonspor          | 1:0      | 3:3       |
| Lazio Rom                | 4:5             | CD Teneriffa         | 1:0      | 3:5       |
| Dinamo Tiflis            | 1:5             | Boavista Porto       | 1:0      | 0:5       |
| Legia Warschau           | 2:3             | Beşiktaş Istanbul    | 1:1      | 1:2       |
| Slavia Prag              | 0:1             | FC Valencia          | 0:0      | 0:1       |
| Hamburger SV             | 5:2             | Spartak Moskau       | 3:0      | 2:2       |

## 3. Runde
|                 | Gesamt |                     | Hinspiel | Rückspiel |
| --------------- | ------ | ------------------- | -------- | --------- |
| AS Monaco       | 5:0    | Hamburger SV        | 3:0      | 2:0       |
| Brøndby IF      | 6:3    | Karlsruher SC       | 1:3      | 5:0       |
| CD Teneriffa    | 4:2    | Feyenoord Rotterdam | 0:0      | 4:2       |
| FC Metz         | 1:3    | Newcastle United    | 1:1      | 0:2       |
| Helsingborgs IF | 0:1    | RSC Anderlecht      | 0:0      | 0:1       |
| FC Brügge       | 2:3    | FC Schalke 04       | 2:1      | 0:2       |
| Inter Mailand   | 7:1    | Boavista Porto      | 5:1      | 2:0       |
| FC Valencia     | 5:3    | Beşiktaş Istanbul   | 3:1      | 2:2       |

## Viertelfinale
|                  | Gesamt |               | Hinspiel | Rückspiel |
| ---------------- | ------ | ------------- | -------- | --------- |
| Newcastle United | 0:4    | AS Monaco     | 0:1      | 0:3       |
| CD Teneriffa     | 2:1    | Brøndby IF    | 0:1      | 2:0 n. V. |
| FC Schalke 04    | 3:1    | FC Valencia   | 2:0      | 1:1       |
| RSC Anderlecht   | 2:3    | Inter Mailand | 1:1      | 1:2       |

## Halbfinale
|               | Gesamt |               | Hinspiel | Rückspiel |
| ------------- | ------ | ------------- | -------- | --------- |
| CD Teneriffa  | 1:2    | FC Schalke 04 | 1:0      | 0:2 n. V. |
| Inter Mailand | 3:2    | AS Monaco     | 3:1      | 0:1       |

## Finale

### Hinspiel
| FC Schalke 04                              | FC Schalke 04 | Inter Mailand | Inter Mailand | Aufstellung                                   |
| ------------------------------------------ | --- | --- | ------------- | --------------------------------------------- |
| FC Schalke 04                              | \| 7. Mai 1997 in Gelsenkirchen (Parkstadion) \| \| Ergebnis: 1:0 (0:0) \| \| Zuschauer: 56.824 \| \| Schiedsrichter: Marc Batta ( Frankreich) \|                                                                              | \| 7. Mai 1997 in Gelsenkirchen (Parkstadion) \| \| Ergebnis: 1:0 (0:0) \| \| Zuschauer: 56.824 \| \| Schiedsrichter: Marc Batta ( Frankreich) \|                                                                                               | Inter Mailand | Aufstellung FC Schalke 04 gegen Inter Mailand |
| FC Schalke 04                              | Jens Lehmann – Olaf Thon – Yves Eigenrauch, Johan de Kock, Thomas Linke, Mike Büskens (67. Martin Max) – Jiří Němec, Andreas Müller, Radoslav Látal – Ingo Anderbrügge – Marc Wilmots Cheftrainer: Huub Stevens ( Niederlande) | Gianluca Pagliuca – Salvatore Fresi (62. Nicola Berti) – Giuseppe Bergomi , Fabio Galante, Massimo Paganin, Alessandro Pistone – Javier Zanetti, Ciriaco Sforza, Aron Winter – Maurizio Ganz, Iván Zamorano Cheftrainer: Roy Hodgson ( England) | Inter Mailand | Aufstellung FC Schalke 04 gegen Inter Mailand |
| FC Schalke 04                              | 1:0 Wilmots (70.) | | Inter Mailand | Aufstellung FC Schalke 04 gegen Inter Mailand |
| FC Schalke 04                              | Galante | | Inter Mailand | Aufstellung FC Schalke 04 gegen Inter Mailand |
| 7. Mai 1997 in Gelsenkirchen (Parkstadion) | | |               |                                               |
| Ergebnis: 1:0 (0:0)                        | | |               |                                               |
| Zuschauer: 56.824                          | | |               |                                               |
| Schiedsrichter: Marc Batta ( Frankreich)   | | |               |                                               |

Mit einer konzentrierten Leistung kontrollierte der FC Schalke in der ersten Halbzeit die Partie, verpasste es aber durch Wilmots (5.), Anderbrügge (27.) sowie Němec (28.) in Führung zu gehen. Die einzige gefährliche Chance der Mailänder vereitelte Jens Lehmann kurz vor der Halbzeit.
In der zweiten Halbzeit verflachte das Spiel etwas. Die Schalker gingen durch einen 25-Meter-Schuss von Wilmots in der 70. Minute in Führung. Mailand war nun sichtlich bemühter, das wichtige Auswärtstor zu erzielen, scheiterte jedoch immer wieder an Schalkes Schlussmann Jens Lehmann.

### Rückspiel
| Inter Mailand                                       | Inter Mailand | FC Schalke 04 | FC Schalke 04 | Aufstellung                                   |
| --------------------------------------------------- | --- | --- | ------------- | --------------------------------------------- |
| Inter Mailand                                       | \| 21. Mai 1997 in Mailand (Giuseppe-Meazza-Stadion) \| \| Ergebnis: 1:0 n. V. (1:0, 0:0), 1:4 i. E. \| \| Zuschauer: 81.675 \| \| Schiedsrichter: José María García-Aranda ( Spanien) \|                                                                                                 | \| 21. Mai 1997 in Mailand (Giuseppe-Meazza-Stadion) \| \| Ergebnis: 1:0 n. V. (1:0, 0:0), 1:4 i. E. \| \| Zuschauer: 81.675 \| \| Schiedsrichter: José María García-Aranda ( Spanien) \|                                      | FC Schalke 04 | Aufstellung Inter Mailand gegen FC Schalke 04 |
| Inter Mailand                                       | Gianluca Pagliuca – Giuseppe Bergomi (71. Jocelyn Angloma), Massimo Paganin, Salvatore Fresi, Alessandro Pistone – Javier Zanetti (120.+1 Nicola Berti), Paul Ince, Ciriaco Sforza (82. Aron Winter) – Youri Djorkaeff – Iván Zamorano, Maurizio Ganz Cheftrainer: Roy Hodgson ( England) | Jens Lehmann – Olaf Thon – Yves Eigenrauch, Johan de Kock, Thomas Linke, Mike Büskens – Jiří Němec, Andreas Müller (98. Ingo Anderbrügge), Radoslav Látal – Marc Wilmots – Martin Max Cheftrainer: Huub Stevens ( Niederlande) | FC Schalke 04 | Aufstellung Inter Mailand gegen FC Schalke 04 |
| Inter Mailand                                       | 1:0 Zamorano (85.) | | FC Schalke 04 | Aufstellung Inter Mailand gegen FC Schalke 04 |
| Inter Mailand                                       | Elfmeterschießen | | FC Schalke 04 | Aufstellung Inter Mailand gegen FC Schalke 04 |
| Inter Mailand                                       | Lehmann hält gegen Zamorano 1:2 Djorkaeff Winter schießt am Tor vorbei | 0:1 Anderbrügge 0:2 Thon 1:3 Max 1:4 Wilmots | FC Schalke 04 | Aufstellung Inter Mailand gegen FC Schalke 04 |
| Inter Mailand                                       | Ganz, Zamorano, Djorkaeff | Wilmots, Thon, Lehmann, Eigenrauch, Latal | FC Schalke 04 | Aufstellung Inter Mailand gegen FC Schalke 04 |
| Inter Mailand                                       | Fresi (90.+1) | | FC Schalke 04 | Aufstellung Inter Mailand gegen FC Schalke 04 |
| 21. Mai 1997 in Mailand (Giuseppe-Meazza-Stadion)   | | |               |                                               |
| Ergebnis: 1:0 n. V. (1:0, 0:0), 1:4 i. E.           | | |               |                                               |
| Zuschauer: 81.675                                   | | |               |                                               |
| Schiedsrichter: José María García-Aranda ( Spanien) | | |               |                                               |

Schalke hatte die Mailänder in den ersten 30 Minuten klar im Griff, erst dann schienen die Hausherren aufzuwachen und Schalke kam zunehmend in Bedrängnis, hielt aber zunächst stand. Fünf Minuten vor Spielende gelang es dem Mailänder Iván Zamorano, den 1:0-Hinspielsieg der Gelsenkirchener zu egalisieren und die Italiener in die Verlängerung zu retten.
Trotz der zahlenmäßigen Überlegenheit, resultierend aus dem Platzverweis von Fresi in der 90. Minute, hatten die Schalker in der Folgezeit Glück, als Ganz nur die Latte traf (109.). Im alles entscheidenden Elfmeterschießen scheiterte zunächst Zamorano an Lehmann, später schoss Aron Winter am rechten Torpfosten vorbei, während alle Schalker ihre Elfmeter verwandelten und den größten Erfolg in der Vereinsgeschichte errangen.

## Beste Torschützen
ohne Vor- und Qualifikationsrunde
| Rang | Spieler           | Klub             | Tore |
| ---- | ----------------- | ---------------- | ---- |
| 1    | Maurizio Ganz     | Inter Mailand    | 8    |
| 2    | Victor Ikpeba     | AS Monaco        | 7    |
| 3    | Peter Møller      | Brøndby IF       | 6    |
| 4    | Andrei Tichonow   | Spartak Moskau   | 5    |
|      | Faustino Asprilla | Newcastle United | 5    |
|      | Juanele           | CD Teneriffa     | 5    |
|      | Marc Wilmots      | FC Schalke 04    | 5    |

## Eingesetzte Spieler FC Schalke 04
| FC Schalke 04 | |
| FC Schalke 04 | - Tor: Jens Lehmann (12/-) - Abwehr: Olaf Thon (12/-); Thomas Linke (11/2); Johan de Kock (8/2); Yves Eigenrauch (8/-); Thomas Dooley (7/-); Marco Kurz (3/-) - Mittelfeld: Radoslav Látal (12/-); Jiří Němec (12/-); Marc Wilmots (11/5); Andreas Müller (11/-); Mike Büskens (10/1); Ingo Anderbrügge (9/1); Oliver Held (3/-) - Sturm: Martin Max (10/3); Youri Mulder (7/3); David Wagner (5/1) - Trainer: Huub Stevens (2. Runde bis Finale); Jörg Berger (1. Runde) |

* Uwe Weidemann (3/-) verließ den Verein während der Saison.